# Technocratische Partij (België)
De Technocratische Partij was een politieke partij in België onder leiding van Leo Frenssen.

## Geschiedenis
De partij zorgde voor een verrassing door bij de gemeenteraadsverkiezingen van 1938 21.000 stemmen en zes zetels in de gemeenteraad van Antwerpen te winnen. In de algemene verkiezingen van 1939 kreeg de partij 0,6% van de nationale stemmen en won een enkele zetel in de Kamer van volksvertegenwoordigers. De partij deed niet mee aan verdere verkiezingen.